# Waidhofner Volksbühne

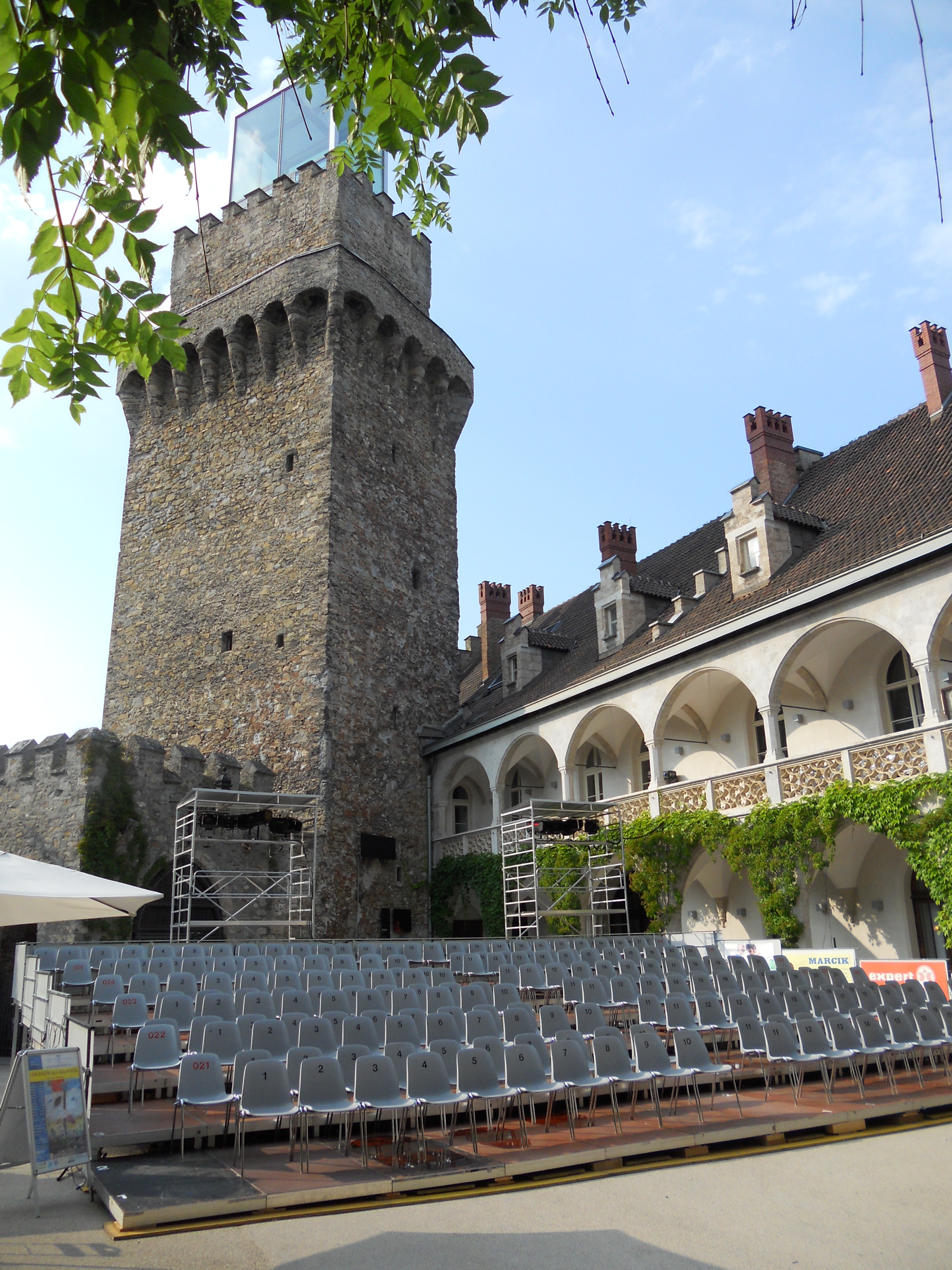
Waidhofner Volksbühne

Die Waidhofner Volksbühne ist eine Sommerbühne in Waidhofen an der Ybbs in Niederösterreich.

## Geschichte
Kurt Neureiter, ein ausgebildeter Schauspieler und Arbeiter in den Böhler-Ybbstal-Werken   wurde 1949 dienstlich von Kapfenberg nach Böhlerwerk versetzt. Zusammen mit Fritz Haselsteiner fand
die Gründungshauptversammlung des Theater- und Kulturvereines „Waidhofner Volksbühne“ fand am 2. September 1950 im ehemaligen Hotel Inführ in Waidhofen an der Ybbs statt. Am 11. November 1950 kam es zur ersten Aufführung mit dem Schwank „Der Raub der Sabinerinnen“ von Franz und Paul von Schönthan im Saal des Hotels Inführ.
1951 gab es die erste Freiluftaufführung („Der Pfarrer von Kirchfeld“ von Ludwig Anzengruber) im Parkbad und im Sommer 1953 übersiedelte man erstmals mit Shakespeares „Der Widerspenstigen Zähmung“ ins Rothschildschloss der Statutarstadt. Den Aufführungen an diesem historischen Ort gab man den Namen „Schlosshofspiele“.  Man spielte auch im Hotel Inführ, im Böhlersaal der Böhlerwerke, im Pfarrsaal der Pfarrgemeinde, im Schlosshof und am Oberen Stadtplatz. 1975 wurde dann ein Stadtsaal wurde unter Bürgermeister Erich Vetter eingeweiht. 2005 jährte sich der 100. Geburtstag von Vereinsgründer Fritz Haselsteiner. Er schrieb das Stück „Die Blaue Mauritius“, das 2005 uraufgeführt wurde. Aus diesem Anlass gab die Waidhofner Volksbühne eine Briefmarke (Ausgabetag: 11. November 2005) heraus. Nach einem Umbau im Jahre 2007 wurde der Stadtsaal in Plenkersaal umbenannt.

## Spielbetrieb
Seit Jahren wird die Regie von ausgebildeten Regisseuren betrieben, die Schauspieler spielen unbezahlt. Die Waidhofner Volksbühne kommt für die Aus- und Weiterbildung ihrer Schauspieler auf. Standard ist eine Drei-Jahres-Ausbildung für Spieler und Spielleiter in St. Pölten (ATINÖ). Im Anschluss werden verschiedenste Spezialseminare (Kabarett, Maskenbildner) besucht. Die Waidhofner Volksbühne hat einen Stamm von ca. 80 aktiven Mitgliedern (Schauspieler und Helfer).

Der regelmäßige Spielbetrieb findet statt:
- In der Karwoche (alle zwei Jahre/nur an den geraden Jahreszahlen) – ein Märchen für Groß und Klein – im Plenkersaal
- Im Juli die „Schlosshofspiele“ (ca. 12 Aufführungen) – Klassiker im Rothschildschloss
- Im November „Stadttheater im Plenkersaal“ (ca. 6 Aufführungen) – vorzugsweise Boulevardkomödien

## Obmänner
- 1950–1957: Fritz Haselsteiner
- 1957–1962: Hermann Hanaberger
- 1962–1966: Major a. D. Ernst Schwartz-Röhnstedt
- 1966–1967: Hans Gindl
- 1967–1968: Fritz Haselsteiner
- 1968–1977: Wilfried Mück
- 1978–1983: Kurt Neureiter
- 1983–1985: Ernst Eibenberger
- 1985–2000: Werner Fally
- 2000–2003: Paul Konecny
- 2003–2005: Wolfgang Kettner
- 2005–2013: Werner Fally
- seit 2013: Alexander Riess